# Elecciones municipales de La Plata de 2011
| Elecciones en el Partido de La Plata del 23 de octubre de 2011. Intendente Escrutinio definitivo Fuente: Ministerio de Gobierno Provincia de Buenos Aires |

| Candidatos            | Partido/Alianza                                                | Votos   | %      |
| --------------------- | -------------------------------------------------------------- | ------- | ------ |
| Pablo Bruera          | Frente para la Victoria                                        | 162.265 | 45,32% |
| Luis Malagamba        | Frente Amplio Progresista                                      | 46.063  | 12,87% |
| Gonzalo Atanasof      | Unión para el Desarrollo Social (UCR + Unión Celeste y Blanco) | 38.225  | 10,68% |
| Guido "Kibo" Carlotto | Frente Social de la Provincia de Buenos Aires (FPV)            | 30.844  | 8,61%  |
| Julio Garro           | Frente Popular (Unión-PRO)                                     | 24.683  | 6,89%  |
| Marcelo Adrián Peña   | Compromiso Federal                                             | 16.900  | 4,72%  |
| Javier Mor Roig       | Coalición Cívica ARI                                           | 13.440  | 3,75%  |
| Enrique "Tito" Bustos | Frente de Izquierda y de los Trabajadores                      | 12.399  | 3,46%  |
| Guillermo Guerín      | Nuevo Encuentro                                                | 8.837   | 2,47%  |
| Elido Veschi          | Proyecto Sur                                                   | 4.386   | 1,22%  |
|                       |                                                                |         |        |
| Votos positivos       |                                                                | 358.042 | 91,46% |
|                       |                                                                |         |        |
| Votos en blanco       |                                                                | 30.196  | 7,71%  |
| Votos nulos           |                                                                | 3.234   | 0,83%  |
| Total votantes        |                                                                | 391.472 | 79,37% |
| Electores habilitados |                                                                | 493.208 | 100%   |

- Datos: Q6348086